# John Carnell
Pour les articles homonymes, voir Carnell.
Edward John Carnell, né le 8 avril 1912 à Plumstead, un quartier de Londres et mort le 23 mars 1972 , connu aussi sous les surnoms de Ted ou John, est un éditeur britannique de science-fiction.

## Édition de magazines et anthologies
Il est célèbre pour avoir édité le magazine New Worlds en 1946 puis de 1949 à 1963. Il a aussi édité le magazine Science Fantasy dans les années 1950.
Il a lancé la série d'anthologies New Writings in Science Fiction (en), avec une publication de 21 volumes jusqu'à son décès, outre neuf volumes édités après cela par Kenneth Bulmer.
Il a contribué à lancer les carrières littéraires de Damien Broderick (en), Brian Aldiss, James White, J. G. Ballard, et celle de son successeur à New Worlds, Michael Moorcock.

## Anthologies connues
- (en) Jinn and Jitters, 1946
- (en) No Place Like Earth, 1952
- (en) Gateway to Tomorrow, 1954
- (en) The Best From New Worlds Science Fiction, 1955
- (en) Gateway to the Stars, 1955
- (en) Lambda 1 & Other Stories, 1964
- (en) New Writings in SFSérie d'anthologies, publiées de 1964 à 1972
- (en) Weird Shadows From Beyond, 1965